# MG WA
MG WA – sportowy samochód osobowy produkowany przez brytyjską firmę MG w latach 1938–1939. Dostępny jako: 4-drzwiowy sedan, 4-drzwiowe kombi oraz kabriolet. Do napędu użyto silnika R6 o pojemności 2,6 litra. Moc przenoszona była na oś tylną poprzez 4-biegową manualną skrzynię biegów.

## Dane techniczne

### Silnik
- R6 2,6 l (2561 cm³), 2 zawory na cylinder, OHV
- Układ zasilania: gaźnik
- Średnica cylindra × skok tłoka: 73,00 mm × 102,00 mm
- Stopień sprężania: 7,25:1
- Moc maksymalna: 97 KM (72 kW) przy 4400 obr./min

### Osiągi
- Prędkość maksymalna: 136 km/h